# Дънкан Айдахо
Дънкан Айдахо (на английски: Duncan Idaho) е измислен герой във вселената на Дюн, създадена от Франк Хърбърт. Той е единственият герой, който се появява във всичките шест романа за Дюн и е един от главните герои.
По време на Дюн, Айдахо е учителят по фехтовка на Пол Атреидски. Той е на служба при династия Атреиди и дясната ръка на дук Лито (заедно с Гърни Халик и Туфир Хауът). Когато атреидите поемат управлението на Аракис по заповед на императора, Айдахо става посланик на дук Лито Атреидски при свободните, пустинните жители на Дюн, с които Лито се надява да се съюзи в наближаващата война срещу императора и харконите; Айдахо отива да живее при свободните, като служи както на Стилгар, така и на дука.
Когато императорът напада Дюн, Айдахо е убит от имперски сардукар. Неговата смърт спасява Пол и майка му, Лейди Джесика.